# Asielzoeker

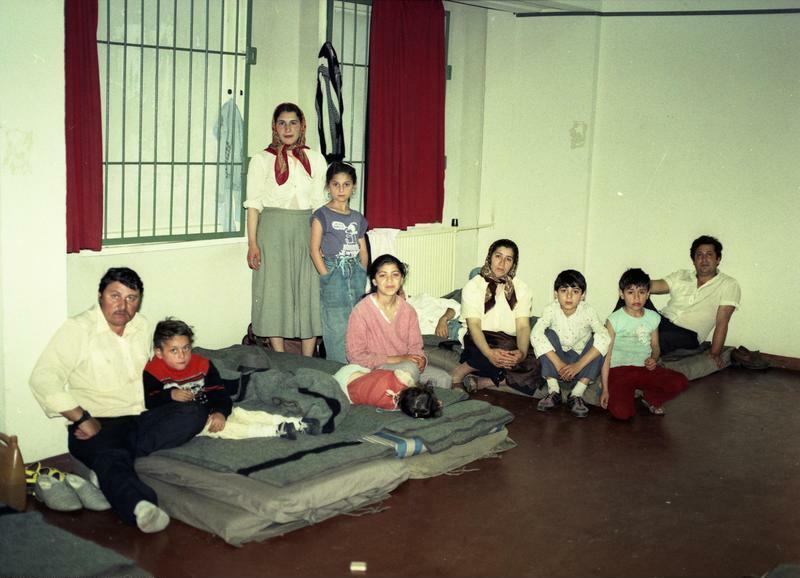
Roemeense asielzoekers in de DDR, kort na de omwenteling van 1989.

Een asielzoeker is iemand die in een ander land dan het thuisland bescherming tegen gevaar en vervolging vraagt. Dit kan iemand zijn die gevlucht is en stelt dat terugkeer naar het land van herkomst gevaar oplevert, bijvoorbeeld door schending van zijn rechten volgens het Vluchtelingenverdrag of het Europees Verdrag voor de Rechten van de Mens en die verwacht dat de overheid van het betreffende land hem daartegen geen afdoende bescherming biedt. Ook kan een asielzoeker iemand zijn die zijn land is ontvlucht vanwege de armoede. In Nederland heet een asielzoeker wiens verzoek erkend werd een vluchteling.
Asielzoekers vragen politiek asiel aan in een land waarin zij denken veiliger of beter te kunnen leven. Het asielzoeken is van alle tijden. Zo vonden heel wat Vlaamse kunstenaars en intellectuelen asiel in Nederland ten tijde van de Spaanse overheersing.
In politieke discussies worden veelal twee soorten asielzoekers onderscheiden:
- Politieke vluchtelingen: asielzoekers die vanwege vervolging voor hun godsdienstige, politieke of syndicale opvattingen, kortom vanwege hun veiligheid gevlucht zijn; zij zijn vluchteling in de zin van de definitie in art.1A van het Vluchtelingenverdrag uit 1951 en het aanvullend Protocol van New York uit 1967.
- Economische vluchtelingen: asielzoekers die vanwege de kans op een beter leven (economisch) asiel aanvragen in een bepaald land.

De grens tussen vluchtelingen die een levensbedreigende situatie willen ontsnappen en economische vluchtelingen is vaag. Het ontbreken van een rechtsstaat of een instabiele politieke situatie in het land van herkomst gaat veelal gepaard met willekeur, onvoldoende gezondheidszorg, sociale zekerheid en onderwijsmogelijkheden, en corruptie. Het is in vele gevallen noch voor de asielzoeker, noch voor de ambtenaren van de immigratiedienst mogelijk, sluitend te bewijzen wat de motieven voor de asielaanvraag zijn.
Landen zijn verplicht om vluchtelingen op te nemen als deze landen het Vluchtelingenverdrag uit 1951 hebben ondertekend. In dit verdrag wordt geen aandacht besteed aan andere redenen die tot vlucht hebben geleid, zoals hongersnood, het ontbreken van toekomstperspectieven enz. in het land van herkomst.

## Nederland
Er geldt een speciale regeling voor de alleenstaande minderjarige vreemdeling (amv), voorheen alleenstaande minderjarige asielzoeker (ama). Dit is iemand die bij aankomst in Nederland minderjarig is, afkomstig is van buiten de Europese Unie, en alleen naar Nederland is gekomen. Het Besluit van 14 mei 2013, houdende wijziging van het Vreemdelingenbesluit 2000 en het Besluit modern migratiebeleid in verband met de aanpassing van het buitenschuldbeleid voor alleenstaande minderjarige vreemdelingen schaft de amv-vergunning in het Vreemdelingenbesluit 2000 af, en creëert een grondslag voor verlening van een buitenschuldvergunning.